# Comtat del Velai
El comtat de Velai fou una jurisdicció feudal de França, històricament part del Llenguadoc. Estava centrada a Lo Puèi de Velai.
Quan Carlemany va dominar Aquitània va nomenar al seu fill Lluís (després Lluís I el Pietós) com a rei, i va dividir el territori en catorze comtats dels quals un era el de Velai. Llavors els comtes i ducs eren càrrecs de designació que canviaven sovint; algun eren parents de l'emperador i altres eren membres de les grans famílies nobiliàries. Velai va quedar unit al veí comtat d'Alvèrnia des de 835. A la mort de Bernat Plantapilosa el 886 la lluita entre els carolingis que afavorien a la seva nissaga (els guillèmides) i els robertins que afavorien la nissaga ramòndida o roergata de Tolosa, es va fer sentir.

## Llista de comtes de Velai
- Buhl, Bulus ou Bullio, nomenat per Carlemany vers el 771. Va morir en el càrrec el 792.
- Rorici, fill de Rorici comte del Maine successor de Bulus el 792. Escollit bisbe de Lo Puèi a la mort del bisbe Basili va acumular els dos càrrecs
- Sant Guillem de Tolosa, anomenat de Gel·lona. Va rebre Velai vers el 800 quan ja era comte de Tolosa i va abdicar el 806.
- Berenguer del Velai 806-835, probablement el mateix personatge que Berenguer de Tolosa després comte de Tolosa del 816 al 835
- Guerí de Provença 835-839 (comte d'Alvèrnia vers 819-839)
- Gerard d'Alvèrnia (Guerau) 839-841, mort a la batalla de Fontenay-en-Puisaye del 841.
- Guillem II d'Alvèrnia, 841-843, germà
- Arveu 843-845, partidari de Pipí II d'Aquitània
- Guillem II d'Alvèrnia, 845-846, segona vegada
- Bernat d'Alvèrnia (fill de Gérard o de Guillem), 846-868
- Esteve d'Alvèrnia (fill d'Arveu?) 863-864, partidari de Pipí II
- Bernat d'Alvèrnia (fill de Gérard o de Guillem), 864-868, segona vegada
- Bernard Plantapilosa, net de Guillem de Gel·lona, 868-886.
- Guillem I el Pietós, 886-918, fill de Bernat Plantapilosa, marquès de Gòtia el 885 i duc d'Aquitània el 893; fou també abat laic de Saint Julien de Brioude. Per un temps breu fou apartat del poder vers 892-893 per Odó I de França, però després restablert. A Alvèrnia i Velai fou Guillem III.
- Guillem II el Jove 918-926, nebot de l'anterior, duc d'Aquitània. Amb el seu consentiment el 8 d'abril de 924 el rei Raül I de França (l'esposa del qual era una robertina) va fer donació a Adalard, bisbe de Lo Puèi, de la part de la ciutat al costat de l0església de Nostra Senyora de lo Puèi, amb tot el que pertanyia al comte de Velai i dependia del seu poder: els drets de marcat, de duana, de moneda, de residència, etc També fou abat laic de Saint Julien de Brioude. A Alvèrnia i Velai fou Guillem IV
- Acfred, germà 926-928
- Ebles Manzer comte de Poitiers (guillèmida d'Aquitània) 928-934, fill de Rainulf II de Pitiers, declarat hereu per Acfred que era el seu cosí.
- Ramon III Pons I de Tolosa, 934-950, dels ramònides de Tolosa; duc d'Aquitània el 932 i comte d'Alvèrnia i de Velai designat pel rei Raul que va desposseir al Ebles Manser que refusava reconèixer-lo. El fill Guillem Cap d'Estopa va ser desposseït també el 938 per Hug el Gran. A Alvèrnia i Velai fou Ramon I.
- Guillem I de Poitiers i III d'Aquitània Cap d'Estopa 950-963, nomenat comte de Velai i Alvèrnia pel príncep Lotari (després rei Lotari I de França) després de reconquerir aquestos comtats, en agraïment a la fidelitat de Guillem al rei Lluís IV de França pare de Lotari. A Alvèrnia i Velai fou Guillem V.
- Guillem II de Poitiers i IV d'Aquitània Bras de Ferro 963-979, fill de Guillem Cap d'Estopa. El 987 va refusar reconèixer com a rei a son cunyat Hug Capet, fill d'Hug el Grand. A Alvèrnia i Velai fou Guillem VI.
- Guillem Tallaferro de Tolosa, descendent de Ramon Pons, nomenat per Hug Capet, dominava els dos comtats vers 970. A Alvèrnia i Velai fou Guillem VII.

### Vescomtes d'Alvèrnia i Velai pel comte de Tolosa o pel comte de Poitiers
- Guiu I, vescomte a Clermont va rebre en feu els dos comtats de Guillem Tallaferro el 979. El 987 Hug Capet fou elegit rei el 987 però Velai no el va reconèixer fins al cap d'un temps. Guiu va morir vers 989.
- Guillem conegut com a Guillem IV de Clarmont o Guillem I, germà, 989-1016

### Comtes d'Alvèrnia i Velai
- Robert I, comte d'Alvèrnia i de Velai, 1016-1032
- Guillem IX o V o II, fill, 1032-1064
- Robert II, fill, comte d'Alvèrnia, de Velai i del Gavaldà, 1064-1096
- Guillaume X o VI o III, fill, 1096-1136
- Guillem XI o VII o IV el Vell, segon fill de Guillem III, successor al comtat de Velai (el seu germà Robert III va succeir al comtat d'Alvèrnia 1136-1155
- Guillem XII o VIII o IV el Jove, fill de Robert III, expulsat d'Alvèrnia pel seu oncle el comte de Velai, li va deixar aquest comtat el 1155. El 1167 el Jove va demanar al protecció del rei d'Anglaterra, sobirà d'Aquitània per herència, mentre Guillem el Vell es posava sota protecció del rei de França. El comtat de Velai fou confiscat pel rei de França i cedit als bisbes de Lo Puèi de Velai. El 1213 el vescomte de Polinhac feia homenatge al bisbe com a comte. No obstant els bisbes no van agafar el títol (o almenys no consta) fins a 1405

### Bisbes comtes de Velai[1]
Les évêques du Puy cumuleront alors les deux fonctions : ils recevront notamment en 1213 l'hommage pour la vicomté de Polignac, mais il n'y a pas de preuve qu’ils prirent le titre de comte du Velay avant 1405 (s'han proposat diverses explicacions). El primer que fou bisbe i comte se suposa que fou Pere IV de Soulignac. La llista completa és:
- Pere IV de Solignac 1159-1189 (vers 1169-1189)
- Aynard 1189-1195
- Odiló de Mercoeur 1197-1202
- Bertran 1 de Chalencon 1202-1213
- Robert de Mehun 1213-1215 (assassinat)
- Esteve IV de Chalencon 1220-1231
- Bernat de Rochefort 1231-vers 1234
- Bernat II de Montaigu 1237-1245
- Guillem de Murât 1248-1251 o 1252
- Bernat III de Ventadour 1252-1254
- Armand de Polinhac 1255-1257
- Guiu de Foulques o Folquies, Fulcodi 1255-1260 (després bisbe de Narbona)
- Guiu IV 1283-1284
- Fredole II de Montboisier de Saint-Bonnet 1284-1289
- Guiu de Neufville o Neuville 1290-1296
- Joan de Cumenis 1296-1308
- Bernat V de Castanet 1308-1316 (després bisbe de Porto) després altre cop de Lo Puèi conservant Porto
- Guillem III de Brosse 1317-1318, després bisbe de Meaux
- Bernat V de Castanet 1318-13?? (segona vegada)
- Duran de Saint-Pourçain (nomenat 1318) 13??-1326, després bisbe de Meaux
- Pere Gogueilou de Longueil 1326-1327
- Bertran 1329-??
- Bernat V le Brun ??-1342
- Joan II de Chandorat 1342-1355?
- Joan Agne vers 1351
- Joan Chabrit ?-1355
- Joan III de Jaurens o Joffrevy, Jofrevi 1356-1361
- Bertran de la Tour d'Auvergne 1361-1382
- Bertran de Chanac 1383-1386
- Gil de Bellemère 1386-1390
- Itier de Martreuil 1392-1395
- Pons o Pere VII d'Ally (de Aliaco) 1395-1397
- Elies de Lestrange 1396-1418
- Guillem IV de Chalencon 1418-1443
- Joan de Borbó 1443-1485
- Jofre de Pompadour 1486-1514
- Antoni de Chabanne-la-Palice 1514-1535
- Francesc de Sarcus 1535-1537
- Martí de Beaune-Semblançay 1537-1551
- Antoni de Saint-Nectaire 1551-1593
- Jaume de Serres 1596-1621
- Just de Serres 1621-1641
- Enric de Cauchon de Maupas du Tour 1641-1661
- Jaume II de Montrouge 1661-1662 (bisbe de Saint Flour de 1647 a 1661 i de 1662 a 1664)
- Armand II de Béthune 1665-1703
- Claudi de la Roche-Aymon 1704-1720
- Jofre-Maurici de Conflans 1721-1715
- Francesc Carles de Beringhen 1725-1742
- Joan Jordi Le Franc de Pompignan 1742-1774
- Maria Josep de Galard de Terraube 1774-1790

### Vescomtat de Velai
Vegeu Vescomtat de Polinhac